# Villarrealia calcicola
Villarrealia calcicola är en växtart i släktet Villarrealia och familjen flockblommiga växter. Den beskrevs av Mildred Esther Mathias och Lincoln Constance som Aletes calcicola, och fick sitt nu gällande namn av G.L. Nesom 2012.
Arten är en perenn ört som växer i ökentrakter i norra Mexiko.